# Голечек, Ондржей
Ондржей Голечек (чеш. Ondřej Holeček; род. 14 октября 1973, Прага) — чешский гребец, выступавший за сборные Чехословакии и Чехии по академической гребле в начале 1990-х годов. Чемпион мира среди юниоров, победитель и призёр первенств национального значения, участник летних Олимпийских игр в Барселоне.

## Биография
Ондржей Голечек родился 14 октября 1973 года в Праге. Занимался академической греблей в столичном гребном клубе «Богемианс».
Впервые заявил о себе на международном уровне в сезоне 1991 года, когда вошёл в состав чехословацкой национальной сборной и выступил на юниорском мировом первенстве в Баньолесе, где в зачёте распашных безрульных двоек превзошёл всех соперников и завоевал золотую медаль.
Благодаря череде удачных выступлений удостоился права защищать честь страны на летних Олимпийских играх 1992 года в Барселоне. В составе экипажа-восьмёрки, куда также вошли гребцы Павел Меншик, Душан Бусинский, Иржи Шефчик, Павел Сокол, Петр Блеха, Ян Бенеш, Радек Завадил и рулевой Иржи Птак, благополучно преодолел предварительный квалификационный этап, но на стадии полуфиналов занял в своём заезде последнее место и отобрался лишь в утешительный финал В, где в конечном счёте финишировал шестым. Таким образом, расположился в итоговом протоколе соревнований на 12-й строке.
После барселонской Олимпиады Голечек ещё в течение некоторого времени оставался действующим спортсменом и продолжал принимать участие в крупнейших международных регатах. Так, в 1993 году он представлял Чехию на домашнем чемпионате мира в Рачице — занял в программе распашных рулевых двоек итоговое девятое место.